# Iredalea
Iredalea é um gênero de gastrópodes pertencente a família Drilliidae.

## Espécies
- Iredalea adenensis Morassi & Bonfitto, 2013[3]
- Iredalea agatha (W.H. Dall, 1918)
- Iredalea balteata (A.A. Gould, 1860)
- Iredalea inclinata (Sowerby III, 1893)[4]
- Iredalea macleayi (Brazier, 1876)[5]
- Iredalea pupoidea (H. Adams, 1872)
- Iredalea subtropicalis Oliver, 1915[6]
- Iredalea thalycra (J.C. Melvill & R. Standen, 1896)
- Iredalea theoteles (Melvill & Standen, 1896)

Espécies trazidas para a sinonímia
- Iredalea acuminata (J.W. Mighels, 1848): sinônimo de Pyrgocythara mighelsi (Kay, 1979)
- Iredalea ella (Pilsbry & Lowe, 1932): sinônimo de Brephodrillia ella Pilsbry & Lowe, 1932
- Iredalea exilis (Pease, 1860): sinônimo de Paramontana exilis (Pease, 1860)
- Iredalea (Brephodrillia) perfecta (Pilsbry & Lowe, 1932): sinônimo de Brephodrillia perfectus Pilsbry & Lowe, 1932
- Iredalea pygmaea (Dunker, 1860): sinônimo de Haedropleura pygmaea (Dunker, 1860)